# Sarah Schulman
Sarah Schulman (New York City, 28 de julho de 1958) é uma novelista, professora de Inglês, historiadora e escritora de peças teatrais norte-americana. Foi uma das primeiras cronistas a escrever sobre a epidemia da AIDS nos Estados Unidos. Em seus trabalhos, Schulman escreveu sobre AIDS, homossexualidades, lesbianidades e demais assuntos de interesse social. Sarah Schulman é abertamente lésbica e tem atuado para a ampliação da produção de obras lésbicas e gays na literatura e cânone teatral norte-americano. Em seu livro mais recente, indicado a vários prêmios, aborda a homofobia familiar e reflete sobre a " busca por reconhecimento", visando complexificar a violência que pessoas homossexuais e transexuais vivem no âmbito familiar. Um excerto do livro foi publicado em português na Revista Bagoas.

## Escritora
Sarah Schulman é autora de quatorze obras, dentre elas nove romances, quatro livros de não-ficção e uma peça. Possui apenas uma de suas obras traduzidas para o português, o livro "Boêmia dos Ratos (1997)", já esgotado pela editora.
| “ | Ambientado na Nova York contemporânea, Boêmia dos Ratos é a história de uma mulher do Queens que trabalha como exterminadora de ratos para a Divisão de Controle de Epidemias do Departamento de Saúde. Através de um trio de amigos, a autora descreve de maneira devastadora como as pessoas 'gays' são abandonadas por suas famílias e a maneira extremamente criativa e corajosa como os homossexuais, mulheres e homens, vivem apesar dessa perda. | ” |

## Professora
Sarah Schulman é professora de Inglês na City University of New York, no campus College of Staten Island. Integra o Instituto de Humanidades da New York University.

## Ativista
Em 1987 Sarah Schulman se juntou ao movimento ACT UP, e foi integrante ativa por cinco anos.

## Publicações da autora

### Romances
- Maggie Terry (2018)
- The Cosmopolitans (2016)
- The Mere Future (2009)
- The Child (2007)
- Shimmer (1998)
- Rat Bohemia (1995) - traduzido para o português (Boêmia dos Ratos)
- Empathy (1992)
- People in Trouble (1990)
- After Delores (1988)
- Girls, Visions and Everything (1986)
- The Sophie Horowitz Story (1984)
- Collected Early Novels of Sarah Schulman (1998)

### Não-ficção
- Conflict is not Abuse: Overstating Harm, Community Responsibility and the Duty of Repair (2016)
- Israel/Palestine and the Queer International (2012)
- The Gentrification of the Mind: Witness to a Lost Imagination (2012)
- Ties that Bind: Familial Homophobia and Its Consequences (2009)
- Stagetruck: Theater, AIDS, and the Marketing of Gay America (1998)
- My American History: Lesbian and Gay Life During the Reagan/Bush Years (1994)

### Peças teatrais
- Publicadas:
  - Mercy (2009) publicada num volume com um texto de Robert Gluck por Belladonna
  - Carson McCullers (2003) (publicada por Playscritpts Inc., 2006)
- Produzidas:
  - Enemies, A Love Story (adaptação de Isaac Bashevis Singer) (Wilma Theater, 2007)
  - Carson McCullers (Playwrights Horizons, 2005)
  - Manic Flight Reaction (Playwrights Horizons, 2005)